# James Rodríguez
James David Rodríguez Rubio (* 12. července 1991 Cúcuta), známý jako James Rodríguez nebo James, je kolumbijský profesionální fotbalista, který hraje na pozici ofensivního záložníka či křídelníka za španělský klub Rayo Vallecano a za kolumbijský národní tým. Levonohý konstruktivní záložník, dokáže šance připravovat i sám proměňovat. Účastník Mistrovství světa 2014 v Brazílii a Mistrovství světa 2018 v Rusku.
Legendární kolumbijský fotbalista Carlos Valderrama jej přirovnal k sobě. Jeho fotbalovým vzorem je mimo Carlose Valderramy francouzský kreativní záložník alžírského původu Zinédine Zidane (od ledna 2016 trenér Realu Madrid), oblíbeným klubem španělský Real Madrid.

## Klubová kariéra
Rodríguez začínal v profesionálním fotbale v roce 2007 v kolumbijském celku Envigado FC. V letech 2008–2010 hrál za argentinský celek CA Banfield. V červenci 2010 přestoupil do portugalského FC Porto, s nímž posbíral řadu domácích trofejí. V květnu 2013 se dohodl transfer Rodrígueze společně s jeho klubovým spoluhráčem João Moutinhem do bohatého monackého klubu AS Monaco, nováčka francouzské nejvyšší ligy Ligue 1. Celková suma za oba hráče se vyšplhala na 70 milionů eur (45 za Rodrígueze a 25 za Moutinha). Oba hráči podepsali s AS pětileté smlouvy.

### Real Madrid
V červenci 2014 po mistrovství světa přestoupil za cca 80 milionů eur do svého vysněného klubu - Realu Madrid.
První soutěžní zápas za Real si zahrál dne 12. srpna 2014 v Superpoháru UEFA proti Seville, ve kterém jeho noví spoluhráči po výhře 2:0 triumfovali.
Proti Atléticu Madrid v prvním ze dvou utkání Španělského superpoháru otevřel skóre, ale na jeho gól deset minut před koncem ještě stihl zareagovat soupeř a zápas dopadl nerozhodně 1:1. Rodríguez se stal prvním Kolumbijcem, který dal gól v tomto klubu.
Venkovní odvetu ale Atlético vyhrálo 1:0. Trenér Carlo Ancelotti jej nasadil do úvodního utkání La Ligy proti Córdobě, jeho ligový debut hraný 25. srpna dopadl vítězně – 2:0.
V polovině září se prosadil proti Basileji ve skupině Ligy mistrů, hned v prvním utkání Real vyhrál 5:1.
Když Real ve 4. zářijovém kole vyhrál 8:2 na hřišti Deportiva La Coruña, podílel se na tom také Rodríguez, jenž vstřelil svůj první ligový gól a přidal asistenci.
Proti Granadě 1. listopadu dal góly dva, přičemž madridské mužstvo vyhrálo 4:0.
Ačkoliv na začátku února proti Seville otevřel skóre zápasu, ještě během prvního poločasu si poranil nárt na pravé noze.
Real vyhrál i bez Jamese 2:1, ten ale musel laborovat se zraněním, aby se vrátil na hřiště 5. dubna. To si připsal dvě asistence při ligové výhře 9:1 nad Granadou, po hodině hry ale preventivně střídal.
Real Madrid se mistrem Španělska v konkurenci Barcelony nestal, James Rodríguez ovšem naplnil do něj vkládaná očekávání.
Trenér Ancelotti pro něj našel využití ve tříčlenné záloze v rozestavení 4–3–3, přestože se potýkal s konkurencí v podobě Isca.
Napříč všemi soutěžními zápasy v sezóně 2014/15 nasbíral 14 gólů a 15 asistencí.
Trenér Rafael Benítez jej v úvodním kole sezóny La Ligy 2015/16 proti Sportingu Gijón nechal zprvu na lavičce a vyslal do zápasu až v jeho průběhu. Real Madrid ale remizoval 0:0. Ve druhém kole proti Betisu Sevilla však už James stanul jako součást základní jedenáctky a do druhé minuty si připsal asistenci na gólu Garetha Balea, aby později přidal dva góly a přispěl tak k výhře 5:0.
Během reprezentačního srazu v září se zranil a klubu v říjnu chyběl.Po svém návratu nastoupil v průběhu zápasu 11 kola proti Seville a podařilo se mu skórovat ale porážku 3-2 nodvrátil .
Postupem sezóny opustil základní sestavu a více střídal. Na konci sezóny s Realem vyhrál Ligu mistrů, do finále proti městskému rivalovi Atléticu Madrid nezasáhl.

### Hostování a návrat z hostování
V létě 2017 obnovil spolupráci s koučem Carlem Ancelottim, když odešel na dvouleté hostování s opcí na přestup do německého týmu FC Bayern Mnichov.
V březnu 2019 vsítil Hattrick proti Mohuči
V létě 2019 se James vrátil po ne moc úspěšném dvouletém hostování v Bayernu zpět do svého mateřského klubu Real Madrid.
Zde dostal číslo 16, protože během hostování si jeho klubový spoluhráč chorvatský záložník Luka Modrić vzal Jamesovo číslo 10.
Později se snažil opět nastartovat svou kariéru, ale pod koučem Zidanem moc herního prostoru nedostával.

### Everton
7. září 2020 oznámil anglický prvoligový klub Everton, že James podepsal dvouletý kontrakt s opcí na prodloužení na další sezónu.

### Al-Rayyan SC
V září 2021 odešel do katarského klubu Al-Rayyan SC.

### Olympiakos Pireus
V září 2022 bylo oznámeno, že odchází na roční hostování do řeckého klubu Olympiakos Pireus později se z hostování stal přestup

### Rayo Vallecano
V červenci 2024 po Copa América se vrátil do La ligy, tentokrát v dresu Rayo Vallecano.

## Reprezentační kariéra
James Rodríguez reprezentoval Kolumbii v mládežnických výběrech U17 a U20. Zúčastnil se mj. Mistrovství světa hráčů do 20 let 2011 v Kolumbii, kde domácí tým vypadl ve čtvrtfinále s Mexikem po porážce 1:3.
V národním A-týmu Kolumbie debutoval 11. října 2011 proti Bolívii.
Argentinský trenér Kolumbie José Pékerman jej vzal na Mistrovství světa 2014 v Brazílii.
V základní skupině C vstřelil 3 góly, po jednom v utkáních s Řeckem (výhra 3:0), s Pobřežím slonoviny (výhra 2:1) a s Japonskem (výhra 4:1). V osmifinále proti Uruguayi (výhra 2:0), které chyběl potrestaný Luis Suárez, zničil dvěma góly šance soupeře na postup do čtvrtfinále. První branka byla pohotová střela z hranice vápna, která se odrazila od břevna a druhá padla po krásné kombinaci týmu. Rodríguez se s pěti góly vyhoupl do čela kanonýrů tohoto světového šampionátu. Ve čtvrtfinále proti Brazílii proměnil nařízený pokutový kop v 78. minutě a vylepšil si tak bilanci na 6 vstřelených gólů na turnaji. Kolumbijci byli ale vyřazeni po porážce 1:2. 6 vstřelených branek mu nakonec zajistilo ocenění pro nejlepšího střelce šampionátu, Kolumbie získala také cenu fair play. Jeho první branka proti Uruguayi byla fanoušky vybrána za nejkrásnější gól šampionátu, jeho gólová akce proti Japonsku skončila na třetím místě.

## Osobní život
Rodríguez byl ženatý mezi lety 2010 až 2017 s Danielou Ospinou, sestrou kolumbijského brankáře Davida Ospiny. S ní má dceru Salome, jejíž jméno si nechal vytetovat na pravém předloktí. Rodríguez je katolík.
V roce 2019 získal španělské občanství.

## Úspěchy

### Klubové
FC Porto
- 3× vítěz Primeira Ligy – 2010/11, 2011/12, 2012/13
- 1× vítěz Taça de Portugal – 2010/11
- 1× vítěz Supertaça Cândido de Oliveira – 2012
- 1× vítěz Evropské ligy UEFA – 2010/11

Real Madrid
- 2× vítěz Primera División – 2016/17, 2019/20
- 1× vítěz Supercopy de España – 2019/20
- 2× vítěz Ligy mistrů UEFA – 2015/16, 2016/17
- 2× vítěz Superpoháru UEFA – 2014, 2016
- 2× vítěz Mistrovství světa klubů FIFA – 2014, 2016

Bayern Mnichov
- 2× vítěz 1. Bundesligy – 2017/18, 2018/19
- 1× vítěz DFB-Pokalu – 2018/19

### Individuální
- 1× nejlepší střelec Mistrovství světa (2014 – 6 gólů)[32]
- Tým roku podle UEFA – 2015[38]
- Tým roku Ligue 1 podle UNFP – 2013/14[39]
- Tým sezóny Bundesligy podle kickeru – 2017/18[40]
- Nejlepší hráč Copa América 2024